# Championnat d'Australie de football 2011-2012
Navigation
Saison précédente Saison suivante
La saison 2011-2012 du Championnat d'Australie de football est la 36e édition du championnat de première division en Australie et la 7e édition sous l'appellation A-League. 
La A-League regroupe neuf clubs du pays (plus une formation néo-zélandaise, les Wellington Phoenix) au sein d'une poule unique, où ils s'affrontent trois fois au cours de la saison. À la fin de la compétition, les six premiers du classement disputent la phase finale pour le titre. Le championnat fonctionne avec un système de franchises, comme en Nouvelle-Zélande ou en Major League Soccer ; il n'y a donc ni promotion, ni relégation en fin de saison.
C'est le club de Brisbane Roar FC, tenant du titre, qui remporte à nouveau la compétition après avoir battu lors du Grand Final le Perth Glory FC. Le Brisbane Roar FC se qualifie pour la prochaine édition de la Ligue des champions de l'AFC, en compagnie des Central Coast Mariners, leaders à l'issue de la phase régulière.

## Les 10 clubs participants
| Club                          | Ville      | Etat                   | Entraîneur        | Stade                                                   | Capacité |
| ----------------------------- | ---------- | ---------------------- | ----------------- | ------------------------------------------------------- | -------- |
| Adélaïde United Football Club | Adélaïde   | Australie-Méridionale  | Rini Coolen       | Hindmarsh Stadium                                       | 17 000   |
| Brisbane Roar FC              | Brisbane   | Queensland             | Ange Postecoglou  | Suncorp Stadium                                         | 52 500   |
| Central Coast Mariners FC     | Gosford    | Nouvelle-Galles du Sud | Graham Arnold     | Bluetongue Stadium                                      | 20 129   |
| Gold Coast United             | Gold Coast | Queensland             | Miron Bleiberg    | Skilled Park                                            | 27 400   |
| Melbourne Heart               | Melbourne  | Victoria               | John van 't Schip | AAMI Park                                               | 53 359   |
| Melbourne Victory             | Melbourne  | Victoria               | Ernie Merrick     | AAMI Park Etihad Stadium                                | 53 359   |
| Newcastle United Jets FC      | Newcastle  | Nouvelle-Galles du Sud | Branko Čulina     | EnergyAustralia Stadium Port Macquarie Regional Stadium | 26 164   |
| Perth Glory                   | Perth      | Australie-Occidentale  | Ian Ferguson      | NIB Stadium                                             | 20 500   |
| Sydney FC                     | Sydney     | Nouvelle-Galles du Sud | Vítězslav Lavička | Sydney Football Stadium                                 | 45 500   |
| Wellington Phoenix            | Wellington | Nouvelle-Zélande       | Ricki Herbert     | Westpac Stadium                                         | 36 000   |

## Compétition

### Phase régulière
| Rang | Équipe                    | Pts | J  | G  | N  | P  | Bp | Bc | Diff |
| ---- | ------------------------- | --- | -- | -- | -- | -- | -- | -- | ---- |
| 1    | Central Coast Mariners FC | 51  | 27 | 15 | 6  | 6  | 40 | 24 | +16  |
| 2    | Brisbane Roar FCT         | 49  | 27 | 14 | 7  | 6  | 50 | 28 | +22  |
| 3    | Perth Glory               | 43  | 27 | 13 | 4  | 9  | 40 | 35 | +5   |
| 4    | Wellington Phoenix        | 40  | 27 | 12 | 4  | 11 | 34 | 32 | +2   |
| 5    | Sydney FC                 | 38  | 27 | 10 | 8  | 9  | 37 | 42 | -5   |
| 6    | Melbourne Heart           | 37  | 27 | 9  | 10 | 8  | 35 | 34 | +1   |
| 7    | Newcastle Jets            | 35  | 27 | 10 | 5  | 12 | 38 | 41 | -3   |
| 8    | Melbourne Victory         | 29  | 27 | 6  | 11 | 10 | 35 | 43 | -8   |
| 9    | Adelaide United           | 25  | 27 | 5  | 10 | 12 | 26 | 44 | -18  |
| 10   | Gold Coast United         | 21  | 27 | 4  | 9  | 14 | 30 | 42 | -12  |

|  | Qualification pour la Ligue des champions 2013 et la phase finale |
|  | Qualification pour la phase finale                                |
|  | T : Tenant du titre                                               |

Attribution des points : victoire : 3, match nul : 1, défaite : 0.

### Phase finale
|          | Premier tour           | Premier tour                    |  |                                                                                                | Demi-finales               | Demi-finales | Demi-finales |  |  | Petite finale              | Petite finale |  |  | Finale             | Finale |
|          |                        |                                 |  |                                                                                                |                            |              |              |  |  |                            |               |  |  |                    |        |
|          |                        |                                 |  |                                                                                                |                            |              |              |  |  |                            |               |  |  |                    |        |
|          |                        |                                 |  |                                                                                                | (2) Brisbane Roar          | 2            | 3            |  |  |                            |               |  |  |                    |        |
|          |                        |                                 |  |                                                                                                | (1) Central Coast Mariners | 0            | 2            |  |  |                            |               |  |  |                    |        |
|          |                        |                                 |  |                                                                                                |                            |              |              |  |  |                            |               |  |  | (2) Brisbane Roar  | 2      |
|          |                        |                                 |  |                                                                                                |                            |              |              |  |  |                            |               |  |  | (3) Perth Glory FC | 1      |
|          | (3) Perth Glory FC     | 3                               |  |                                                                                                |                            |              |              |  |  | (1) Central Coast Mariners | 1 (3)         |  |  |                    |        |
|          | (6) Melbourne Heart    | 0                               |  |                                                                                                |                            |              |              |  |  | (3) Perth Glory FC t.a.b.  | 1 (5)         |  |  |                    |        |
|          |                        |                                 |  |                                                                                                | (3) Perth Glory FC         | 3            |              |  |  |                            |               |  |  |                    |        |
|          |                        |                                 |  |                                                                                                | (4) Wellington Phoenix     | 2            |              |  |  |                            |               |  |  |                    |        |
|          | (4) Wellington Phoenix | 3                               |  |                                                                                                |                            |              |              |  |  |                            |               |  |  |                    |        |
|          | (5) Sydney FC          | 2                               |  |                                                                                                |                            |              |              |  |  |                            |               |  |  |                    |        |
|          |                        |                                 |  | \| Légende: \| \| Progression de l'équipe défaite \| \| Progression de l'équipe victorieuse \| |                            |              |              |  |  |                            |               |  |  |                    |        |
| Légende: |                        | Progression de l'équipe défaite |  | Progression de l'équipe victorieuse                                                            |                            |              |              |  |  |                            |               |  |  |                    |        |

## Bilan de la saison
| Championnat d'Australie de football 2011-2012                        |                          |
| Champion                                                             | Brisbane Roar (2e titre) |
| Qualifications continentales                                         |                          |
| Ligue des champions de l'AFC 2013                                    | Brisbane Roar            |
| Ligue des champions de l'AFC 2013                                    | Central Coast Mariners   |
| Promotions et relégations                                            |                          |
| Promus en Championnat d'Australie de football                        | Aucun                    |
| Relégués en Championnat d'Australie de football de deuxième division | Aucun                    |